# Acalypha punctata
Acalypha punctata är en törelväxtart som beskrevs av Carl Daniel Friedrich Meisner och Christian Ferdinand Friedrich von Krauss. Acalypha punctata ingår i släktet akalyfor, och familjen törelväxter. Inga underarter finns listade i Catalogue of Life.